# Blue Diamond (maison de production)
Ne doit pas être confondu avec Blue Diamond.
Blue Diamond est une maison de production indépendante ouest-africaine créée au Bénin en 2016 par Sidikou Karimou, un acteur su show biz ouest-africain dont l'objectif est d'offrir aux talents musicaux, une plateforme pour leur expansion et création artistique.

## Résultats
Deux ans après sa création, Blue Diamond dresse un bilan d'activité en 2018. En effet, plusieurs artistes béninois, Fanicko qui en 2016 signe son premier[pas clair] qui lui donne une progression artistique au point de décrocher le prix spécial « Artiste international » au « Balafon Music awards » 2018 au Cameroun. De même l'artiste béninoise Queen Fumi confirme son talent avec deux productions avec Blue Diamond et gagne en 2018 quatre prix de « Titanium music awards » et annonce la signature d’un contrat avec un artiste camerounais qui sera accompagné en septembre 2019 avec les partenaires Canal + et XXL.   
Par ailleurs, d'autres artistes dont Zeynab feat Waa, Santrinos Raphael, Nathalie, Manzor feat Fanicko, Comportement Senzaa, Commando, Naby feat Manzor.